# Albu Hamid
Albu Hamid (em persa: البوحميد, também romanizada como Ālbū Ḩamīd e Ālbū Hamīd) é uma aldeia do distrito rural de Minubar, no condado de Abadan, na província de Khuzistão, Irã.
Segundo o censo de 2006, sua população era de 1 623 habitantes, em 307 famílias.